# Radio-Canada Info
Pour les articles homonymes, voir Radio-Canada et Info.

Radio-Canada Info diffuse des informations sur l’actualité canadienne et internationale. Il s’agit du service d’information et de nouvelles de Radio-Canada. Ce réseau public couvre divers sujets tels que la politique, l’économie, la culture et la société à travers des articles, des bulletins télévisés, des reportages, des contenus d’affaires publiques et des balados.
Accessible sur plusieurs plateformes, ce service d’information propose un site web, une application mobile et une présence active sur les réseaux sociaux. Les nouvelles de Radio-Canada Info sont aussi diffusées en continu sur ICI RDI, dans les différentes éditions régionales et nationales du Téléjournal sur ICI Télé et dans les bulletins de nouvelles d’ICI Radio-Canada Première,.
Radio-Canada Info propose une programmation en affaires publiques reconnue pour sa diversité et sa profondeur. Elle ne se limite pas aux événements du jour : elle analyse aussi des enjeux économiques, environnementaux, politiques, scientifiques et sociaux qui touchent les citoyens,. Cette ligne éditoriale se décline dans plusieurs formats. On retrouve par exemple L'agenda d'Alec Castonguay, les balados explicatifs comme Ça s'explique, ou encore des documentaires tels que Sans réponses : L'affaire Marcel et Marcia, qui abordent des réalités parfois peu médiatisées,,,.

## Plateformes et accessibilité

### Site web et application mobile
Le site web de Radio-Canada Info propose des articles, des reportages et des analyses en temps réel. Les mises à jour se font plusieurs fois par jour pour assurer une couverture rapide des événements majeurs.
L'application mobile, disponible sur Google Play et l'App Store, permet de suivre l'actualité en direct. Elle propose aussi des alertes personnalisées et des fonctionnalités interactives. Les utilisateurs peuvent configurer leurs préférences pour suivre des sujets spécifiques, comme la politique, l'économie ou le sport,.

### Présence sur les réseaux sociaux
En 2023, Meta a restreint l'accès aux nouvelles sur Facebook et Instagram, ce qui a entraîné une baisse marquée de la visibilité des contenus de Radio-Canada Info sur ces réseaux sociaux. Cette mesure a soulevé des préoccupations quant à ses répercussions sur la mission d'information du diffuseur, qui s'appuie fortement sur le numérique pour atteindre ses auditoires.
Ce blocage algorithmique a limité la circulation d'informations importantes sur les réseaux sociaux, réduisant la capacité de Radio-Canada Info à relayer efficacement des situations d'urgence, comme les feux de forêt survenus dans certaines régions du pays.
Les répercussions ont été particulièrement importantes dans les communautés éloignées, notamment auprès des peuples autochtones, qui utilisaient les plateformes numériques de Radio-Canada Info pour accéder à des informations essentielles, comme les avis d'évacuation en temps réel.
La directrice de l'information des services français, Luce Julien, a exprimé ses inquiétudes face au blocage instauré par Meta, qu'elle considère comme un frein à la diversité des sources d'information. Selon elle, cette décision compromet l'accès du public à une information claire et complète sur des enjeux liés à la démocratie, à la santé et à la sécurité.
Radio-Canada Info, avec l'appui d'autres médias, a demandé l'intervention du Bureau de la concurrence pour limiter les effets d'éventuels biais algorithmiques à l'encontre des médias canadiens. L'objectif est de garantir un accès équitable à l'information sur les plateformes numériques et de préserver l'intégrité de sa diffusion.
Le gouvernement canadien a exprimé son appui aux démarches des médias, dont Radio-Canada Info, en critiquant la décision de Meta. Le ministre François-Philippe Champagne a indiqué que diverses options seraient étudiées afin de garantir aux Canadiens un accès constant à une information fiable.
Ce service d'information est également actif sur :
YouTube
Diffusion de reportages et de vidéos explicatives qui permettent de comprendre l'actualité de façon plus immersive.
X (anciennement Twitter)
Mises à jour en direct et couverture des événements en temps réel. Ce réseau est principalement utilisé pour relayer des faits en direct et partager des extraits d'émissions.
TikTok
Diffusion de reportages et de vidéos explicatives qui permettent de comprendre l'actualité dans des formats adaptés à la plateforme.

### Diffusion télé et radio
En plus du numérique, Radio-Canada Info diffuse son contenu sur :
ICI RDI
Chaîne spécialisée dans l'information en continu. Elle propose des émissions en direct, des débats et des analyses approfondies pour apporter du contexte aux événements majeurs.
ICI Télé
Réseau de télévision généraliste présent dans 13 régions. Il diffuse des bulletins d'information à l'échelle locale et nationale, ainsi que des émissions d'affaires publiques qui explorent divers enjeux de société. Le réseau assure aussi une couverture en direct des événements majeurs, qu'ils soient régionaux, nationaux ou internationaux.
ICI Radio-Canada Première
Station de radio diffusant nouvelles et émissions d'actualité avec des segments interactifs où les auditeurs peuvent poser des questions ou réagir en direct. Elle diffuse également des émissions d'affaires publiques qui examinent en détail certains enjeux de société, en plus d'assurer une couverture en direct des grands événements de l'actualité, qu'ils soient régionaux, nationaux ou internationaux.

## Contenus et services

### Nouvelles et reportages
Chaque jour, Radio-Canada couvre les grands événements canadiens et internationaux. Les bulletins télévisés, articles et balados permettent de suivre l'actualité sous différents formats. Certains dossiers incluent des analyses d'experts ou des entretiens avec des acteurs clés de l'actualité.

### Balados et vidéos explicatives
Avec la montée en puissance du numérique, la chaîne d'info adapte son offre. Elle produit des balados, accessibles sur OHdio, ainsi que des vidéos explicatives diffusées sur YouTube. Ces formats visent un public qui privilégie les contenus à la demande et souhaite approfondir certains sujets d'actualité,.

## Audience et réception

### Un public en constante évolution
Grâce à sa présence sur plusieurs plateformes, Radio-Canada Info attire chaque année un public plus large. En 2023, le service comptait près d'un million de visiteurs uniques par mois et une augmentation de 42 % des écoutes en ligne depuis 2020. Cette croissance reflète une transition progressive du public vers l'information numérique et le format balado.
Les bulletins diffusés sur ICI RDI et ICI Première figurent aussi parmi les plus suivis du paysage médiatique canadien. Leur succès repose en partie sur la notoriété de Radio-Canada et la confiance du public envers son journalisme.

### Changements et réactions
En 2024, la plateforme impose un compte utilisateur obligatoire pour accéder à certaines fonctionnalités de son application. Selon l'entreprise, cette modification vise à personnaliser l'expérience utilisateur,. Toutefois, ce changement suscite des critiques, certains craignant une barrière à l'accès libre à l'information.

## Enjeux financiers

### Un modèle financé par l’État et la publicité
Le diffuseur public fonctionne avec un financement mixte, combinant subventions publiques et revenus publicitaires. Ce modèle assure une stabilité financière mais suscite aussi des débats sur son impact dans le paysage médiatique canadien.
Toutefois, en 2024, un débat est relancé sur l'impact du financement public de Radio-Canada dans l'industrie des médias. Certains acteurs du secteur estiment que ce modèle crée une distorsion du marché face aux entreprises privées,. En mars 2025, la ministre du Patrimoine canadien, Pascale St-Onge, présente des propositions pour revoir le mandat du diffuseur public. Parmi les mesures envisagées : la fin de la publicité dans les émissions d'information,.
Dans le secteur des balados, certains acteurs estiment que Radio-Canada bénéficie d'un avantage concurrentiel grâce à son financement public. Ce débat met en lumière les difficultés des créateurs indépendants face aux grandes plateformes médiatiques.
En décembre 2023, le diffuseur public annonce la suppression de 800 postes afin de compenser un déficit de 125 millions de dollars. Cette décision soulève des préoccupations chez plusieurs francophones vivant hors Québec, notamment en contexte minoritaire, quant aux effets possibles sur les services de Radio-Canada dans leurs régions,. Dans ses communications, Radio-Canada indique vouloir préserver le contenu local et l'information, même en cas de compressions. Par ailleurs, elle précise que les sommes versées par Google dans le cadre de la Loi sur les nouvelles en ligne (C-18) seraient consacrées à l'information, une décision qui entraîne des réactions critiques de la part de certains médias privés,,.

## Engagement envers le public

### Un média implanté dans toutes les régions
Le diffuseur public fonctionne avec un financement mixte, combinant subventions publiques et revenus publicitaires. Ce modèle assure une stabilité financière mais suscite aussi des débats sur son impact dans le paysage médiatique canadien.
Toutefois, en 2024, un débat est relancé sur l'impact du financement public de Radio-Canada dans l'industrie des médias. Certains acteurs du secteur estiment que ce modèle crée une distorsion du marché face aux entreprises privées,. En mars 2025, la ministre du Patrimoine canadien, Pascale St-Onge, présente des propositions pour revoir le mandat du diffuseur public. Parmi les mesures envisagées : la fin de la publicité dans les émissions d'information,.
Dans le secteur des balados, certains acteurs estiment que Radio-Canada bénéficie d'un avantage concurrentiel grâce à son financement public. Ce débat met en lumière les difficultés des créateurs indépendants face aux grandes plateformes médiatiques.
En décembre 2023, le diffuseur public annonce la suppression de 800 postes afin de compenser un déficit de 125 millions de dollars. Cette décision soulève des préoccupations chez plusieurs francophones vivant hors Québec, notamment en contexte minoritaire, quant aux effets possibles sur les services de Radio-Canada dans leurs régions,. Dans ses communications, Radio-Canada indique vouloir préserver le contenu local et l'information, même en cas de compressions. Par ailleurs, elle précise que les sommes versées par Google dans le cadre de la Loi sur les nouvelles en ligne (C-18) seraient consacrées à l'information, une décision qui entraîne des réactions critiques de la part de certains médias privés,,.
À l'automne 2024, Radio-Canada met en place Le téléjournal 18h30, un bulletin d'information produit à partir du Téléjournal d'Ottawa et relayé dans neuf autres régions. L'objectif, selon le diffuseur, est de mieux refléter les réalités vécues par les communautés francophones, avec un contenu plus approfondi. Cette initiative, bien que saluée pour son intention, soulève aussi des inquiétudes : la réduction de 30 minutes du Téléjournal d'Ottawa fait craindre d'éventuelles compressions ailleurs dans le pays,,.

### Indépendance et transparence
Radio-Canada Info applique des normes journalistiques encadrées par son ombudsman et ses politiques internes. Ce dernier est chargé d'examiner les plaintes du public et de garantir l'application des principes éditoriaux. Ce système de surveillance interne est conçu pour préserver l'impartialité et la rigueur journalistique,.